# Lac Damville
Pour les articles homonymes, voir Damville.
Le lac Damville est un plan d'eau douce du territoire non organisé de la Rivière-Mistassini, dans la municipalité régionale de comté de Maria-Chapdelaine, au nord-ouest de la région administrative du Saguenay–Lac-Saint-Jean, dans province de Québec, Canada.
La foresterie est la principale activité économique du secteur. Les activités de tourisme récréatif viennent en deuxième position.
Certaines routes forestières secondaires desservent les environs du lac; ces chemins forestiers sont principalement attachés au chemin forestier R0202 qui longe la rive ouest du lac.

## Géographie
Ce lac a une longueur de 7,0 km (orienté du sud-est vers le nord-ouest), une largeur maximale de 2,5 km et une altitude de 282 m. La "Montagne des Épinettes Noires" est située sur le côté est du lac. Une péninsule attachée à la rive est s'étend sur 1,1 km au nord-ouest. Ce lac comporte sept grandes baies. Ce lac est principalement alimenté par un ruisseau (venant du nord), par la décharge (venant du nord) des lacs Clair, Long et Éric, ainsi que par la décharge (venant du sud-est) de plusieurs lacs.
L'embouchure du lac Damville est située à:
- 0,5 km au nord-est de la route forestière R0202;
- 1,7 km au nord-est du cours de rivière Ashuapmushuan;
- 74,3 km au nord-est du centre-ville de Saint-Félicien[1].

Les principales pentes hydrographiques près du lac Damville sont:
- Côté nord: rivière Micosas, décharge du Lac des Îles;
- Côté est: rivière Micosas, rivière aux Rognons;
- Côté sud: rivière Ashuapmushuan;
- Côté ouest: rivière Marquette Ouest, rivière Kanishushteu.

Depuis l'embouchure du lac Damville (situé au fond de la baie nord-ouest du lac), le courant traverse une extension de 1,8 km du lac; puis descend le cours de la rivière aux Brochets sur 0,9 km vers le sud-ouest; descend la rivière Ashuapmushuan sur 100,4 km, le courant traverse lac Saint-Jean est sur 41,1 km (toute sa longueur), suit le parcours de la rivière Saguenay via la Petite Décharge sur 172,3 km est jusqu'à Tadoussac où elle se confond avec l'estuaire du Saint-Laurent.

## Toponymie
Le lac doit son nom à sa localisation dans le canton de Damville Quant au canton, il commémore François-Christophe de Lévis-Ventadour, duc de Damville, qui a été vice-roi de Nouvelle-France entre 1644 à 1660.
Le toponyme «Lac Damville» a été officialisé le 18 juin 1993 par la Commission de toponymie du Québec.